# Alpinia trachyascus
Alpinia trachyascus är en enhjärtbladig växtart som beskrevs av Karl Moritz Schumann. Alpinia trachyascus ingår i släktet Alpinia och familjen Zingiberaceae. Inga underarter finns listade i Catalogue of Life.